# Выборы губернатора Кировской области (2022)
Выборы губернатора Кировской области 2022 года прошли 10 и 11 сентября.

## Предшествующие события
10 мая 2022 года губернатор Кировской области Игорь Васильев ушел в отставку. Врио исполняющим руководителя области указом президента России Владимира Путина был назначен Александр Соколов, который ранее работал референтом УП РФ по обеспечению деятельности Государственного Совета и в управлении администрации президента по внутренней политике.

## Ход выборов
На пост губернатора Кировской области претендовало в общей сложности пять кандидатов. Врио губернатора Александра Соколова выдвинула партия «Единая Россия»; коммерческого директора ООО «Резерв» Федора Лугинина — партия «Родина»; депутата кировского Заксобрания Сергея Мамаева — КПРФ; депутата Тульской областной думы Юрия Моисеева — «Коммунисты России»; депутата кировского Заксобрания Владимира Понарьева — ЛДПР.

## Результаты выборов
На выборы губернатора Кировской области 2022 года пришло 33,35 % избирателей. Из них 71,85 % проголосовали за действующего врио губернатора Александра Соколова, второе место с 13,42 % завоевал Сергей Мамаев; третий результат показал Владимир Понарьев с результатом 6,13 %; четвёртым стал Фёдор Лугинин — 4,69 % и пятым — Юрий Моисеев, набравший 1,55 %.
| Место                             | Место                             | Кандидат                          | Голосов | %     |
| --------------------------------- | --------------------------------- | --------------------------------- | ------- | ----- |
|                                   | 1.                                | Александр Соколов                 | 243 492 | 71,85 |
|                                   | 2.                                | Сергей Мамаев                     | 45 469  | 13,42 |
|                                   | 3.                                | Владимир Понарьев                 | 20 773  | 6,13  |
|                                   | 4.                                | Фёдор Лугинин                     | 15 894  | 4,69  |
|                                   | 5.                                | Юрий Моисеев                      | 5253    | 1,55  |
| Число недействительных бюллетеней | Число недействительных бюллетеней | Число недействительных бюллетеней | 4929    | 2,06  |